# Une amitié dangereuse
Production
Diffusion
Une amitié dangereuse est une série télévisée franco-belge réalisée par Alain Tasma d'après un scénario d'Alain Tasma, Ève de Castro et Henri Helman, et diffusée en France à partir du 18 juin 2025 sur France 2.
Ce drame historique, inspiré des romans Marie des intrigues et Marie des passions publiés par Juliette Benzoni chez Plon en 2004 et 2005, est une coproduction de FIT Production, de Storia Television (Mediawan), de France Télévisions et de la société belge Umedia.
La série se distingue au Festival Séries Mania 2024, où Jérémy Gillet décroche le prix du meilleur acteur de la compétition française.
Au Festival CreaTVty de Sète en octobre 2024, le jury présidé par Nadia Farès décerne deux prix à la série Une amitié dangereuse : le prix de la meilleure musique pour Cyrille Aufort et celui de la meilleure réalisation pour Alain Tasma.

## Synopsis
La jeune Marie de Rohan épouse le duc de Luynes, favori du jeune roi Louis XIII, et devient la confidente de la reine Anne d'Autriche et la surintendante de la Maison de la Reine. Elle va d'abord travailler au rapprochement des époux royaux, puis va prendre part à de plus en plus d'intrigues, au risque de se compromettre.

## Distribution
- Kelly Depeault : Marie de Rohan, duchesse de Chevreuse, surintendante de la Maison de la Reine
- Stephanie Gil (es) : Anne d'Autriche, reine de France
- Jérémy Gillet : Louis XIII
- Stanley Weber : Claude de Lorraine, duc de Chevreuse
- Arthur Dupont : Charles d'Albert, duc de Luynes
- Clémentine Poidatz : Louise-Marguerite de Lorraine, princesse de Conti
- Marie Bunel : Charlotte-Marguerite de Montmorency, première dame d'honneur de la reine
- Maya Sansa : la reine mère Marie de Médicis
- Grégoire Colin : Armand Jean du Plessis de Richelieu, cardinal Richelieu, conseiller de Marie de Médicis
- Hélie-Rose Dalmay : Gabrielle de Verneuil
- Eric Challier : Hercule de Rohan-Montbazon, le père de Marie de Rohan
- Esther Wahl : Catherine-Henriette de Bourbon : Mlle de Vendôme
- Jack Laskey (en) : Henry Rich, comte de Holland
- Florian Hutter : James Hay, comte de Carlisle
- Freddie Dennis : le duc de Buckingham
- Éleonore Aquillon : Henriette-Marie de France, la sœur de Louis XIII
- Patrick d'Assumçao : Jean-Baptiste d'Ornano
- Florian Lesieur : Gaston d'Orléans, le frère de Louis XIII
- Antonio Camano : Concino Concini : le marquis d'Ancre
- Loup Pinard : Henri de Talleyrand-Périgord, comte de Chalais
- Bruno Le Millin : le médecin du roi
- Olivier Le Montagner : Pierre de La Porte : le portemanteau d'Anne d'Autriche
- Raïka Hazanavicius : Elen de Latz, la servante de Marie de Rohan
- Frédéric Clou : Jacques, le laquais du duc de Chevreuse
- Touissant Colombani : François de Bassompierre, le marquis d’Haroué
- Marc Irons : Honoré d’Albert, frère du duc de Luynes
- Anthony Devaux : Charles II de Guise-Lorraine, époux de Henriette-Marie de France
- Romain Arreghini : Henri II de Montmorency
- Édouard Van Praet : Charles Ier d'Angleterre, d'Écosse et d'Irlande
- Eloïse Genêt : première dame d’autours de Marie de Médicis
- Soledad Romero : comtesse Inés de la Torre, première dame d'honneur de la suite espagnole
- Alain Didier : courtisan du cercle de Marie de Médicis
- Vanessa Bonneau : policière pour le Cardinal Richelieu
- Kevin Duforest : un mousquetaire du roi
- Cyril Masson : écuyer de la reine
- Camille Sansterre : Jeanne-Françoise de Lasseran-Massencomme, mère du comte de Chalais
- Eric Naggar : Père Arnoux, confesseur du roi Louis XIII
- Kim Tassel : courtisan
- Stéphanie Izard : courtisane[1]

## Production

### Genèse et développement
Ce drame historique, inspiré des romans Marie des intrigues et Marie des passions publiés par Juliette Benzoni chez Plon en 2004 et 2005, est une coproduction de FIT Production, de Storia Television (Mediawan), de France Télévisions et de la société belge Umedia pour France 2, réalisée en association avec uFund et Sofitvcine 11, et avec le soutien du Tax shelter du gouvernement fédéral de Belgique.
La série est créée et écrite par Alain Tasma, Ève de Castro et Henri Helman, et réalisée par Alain Tasma,.

### Attribution des rôles
Le rôle du jeune roi Louis XIII est tenu par Jérémy Gillet, qui a décroché pour ce rôle le prix du meilleur acteur de la compétition française au Festival Séries Mania 2024,,,,,,,,.
Le jeune acteur raconte sa préparation pour ce rôle : « Je me suis surtout laissé porter par le scénario, qui est très fidèle sur le plan historique. Il y a énormément d'événements réels qui sont racontés dans cette fiction. ». Il ajoute en riant : « Je n'ai donc pas ressenti le besoin d'apprendre par cœur la fiche Wikipédia de Louis XIII. » avant de continuer « De plus, sur le tournage, nous avions Alain Tasma, le réalisateur, qui est une encyclopédie vivante ! ». Pour gérer le bégaiement de Louis XIII, un aspect peu connu du souverain, Jérémy Gillet explique avoir consulté une orthophoniste.
Marie de Rohan, la duchesse de Chevreuse, est interprétée par la jeune actrice québécoise Kelly Depeault, qui joue pour la première fois dans une production française,. Quand Vanessa Archambault, du site Bulles de culture Bulles de Culture, lui demande si ce qui l'a séduite dans le rôle est le fait que Marie de Rohant était une  femme audacieuse, rebelle, intelligente et qui défie les conventions de son époque, Kelly Depeault répond : « Oui, j'ai adoré Marie et j'ai trouvé ça beau de mettre en images une femme avant-gardiste qui n'avait été racontée que dans des romans. Je savais aussi que mon tempérament énergique allait correspondre à celui de Marie […] C'était un très beau rôle à jouer ». La jeune actrice confie également qu'elle n'avait jamais pratiqué le cheval et a donc pris, en guise de préparation au tournage, des cours d'équitation au Canada avec un robot qui est utilisé pour les Jeux Olympiques. Elle apprécie également énormément l'acteur Jérémy Gillet et confie : « La scène du mariage […] était aussi notre dernière scène avec Jérémy Gillet, que j’aime énormément. Quand je fais le salut, dans ma tête, je lui disais aussi merci beaucoup pour notre échange. ».

### Tournage
Le tournage de la série a lieu du 17 août au 21 octobre 2023 à Fontainebleau, à Compiègne et en Bourgogne,.
En Bourgogne, des scènes sont tournées à l'abbaye de Fontenay, dans la ville d'Époisses, aux forges de Buffon, au château de Bussy-Rabutin, au château de Tanlay, au château d'Ancy-le-Franc et au château de Bissy-sur-Fley dans le département de la Côte-d'Or, ainsi que dans la cité médiévale de Noyers dans le département de l'Yonne,. 
Le producteur exécutif Frédéric Bruneel explique que cette région regorge de lieux faits pour accueillir le tournage d'une fiction historique : « L'avantage est que, dans ce secteur, nous avons un maximum de décors regroupés dans le même périmètre, à quelques kilomètres les uns des autres. Ce qui limite les déplacements, les moments d'installation et les coûts. Et en plus, nous ne sommes qu'à deux heures de Paris, ce qui est très pratique. »,.

### Fiche technique
Sauf indication contraire, les informations mentionnées dans cette section peuvent être confirmées par les bases de données cinématographiques IMDb et Allociné,  présentes dans la section « Liens externes ».
- Titre français : Une amitié dangereuse
- Genre : Drame historique
- Production : Thomas Anargyros et Frédéric Bruneel
- Sociétés de production : FIT Production, Storia Television (Mediawan), France Télévisions et Umedia
- Réalisation : Alain Tasma[2],[3]
- Scénario : Alain Tasma, Ève de Castro et Henri Helman[2],[3]
- Musique : Cyrille Aufort
- Décors : Loïc Chavanon
- Costumes :  Florence Clamond
- Photographie : Virginie Saint Martin
- Son : Gregory Lannoy
- Montage : Romain Namura
- Maquillage : Cécile Pellerin
- Coiffure : Sandrine Masson
- Pays de production :  France /  Belgique
- Langue originale : français
- Format : couleur
- Nombre de saisons : 1
- Nombre d'épisodes : 4
- Durée : 52 minutes
- Dates de première diffusion : 18 juin 2025 sur France 2[16]

## Accueil

### Distinction
- Festival Séries Mania 2024 : prix du meilleur acteur de la compétition française pour Jérémy Gillet[4],[5],[6],[7],[8],[9],[10],[11]

- Festival CreaTVty de Sète 2024[2],[17] :
  - prix de la meilleure musique pour Cyrille Aufort
  - prix de la meilleure réalisation pour Alain Tasma

### Audiences et diffusion

#### En France
En France, la série est diffusée le mercredi à 21 h 10 sur France 2 par salve de deux épisodes les 18 et 25 juin 2025,.
| Épisode              | Diffusion             | Diffusion         | Audience moyenne          | Audience moyenne                       | Audience moyenne | Réf.   |
| Épisode              | Jour                  | Horaire           | Nombre de téléspectateurs | Part de marché (sur les 4 ans et plus) | Classement       | Réf.   |
| -------------------- | --------------------- | ----------------- | ------------------------- | -------------------------------------- | ---------------- | ------ |
| 1                    | Mercredi 18 juin 2025 | 21 h 10 - 22 h 10 | 2 240 000                 | 13,9 %                                 | 1er              | [ 18 ] |
| 2                    | Mercredi 18 juin 2025 | 22 h 10 - 23 h 05 | 1 980 000                 | 14,1 %                                 | 1er              | [ 18 ] |
| 3                    | Mercredi 25 juin 2025 | 21 h 10 - 22 h 10 | 1 810 000                 | 10,6 %                                 | 2e               | [ 19 ] |
| 4                    | Mercredi 25 juin 2025 | 22 h 00 - 22 h 55 | 1 630 000                 | 10,6 %                                 | 2e               | [ 19 ] |
|                      |                       |                   |                           |                                        |                  |        |
| Moyenne de la saison |                       |                   |                           |                                        |                  |        |

- Les plus hauts chiffres d'audience
- Les plus bas chiffres d'audience

### Accueil critique
Charles Martin, du magazine Première, est très élogieux envers ce qu'il considère comme une série historique débordante d'ambition, dont il déplore cependant le titre étonnamment pauvre : « Une Amitié Dangereuse raconte avec une richesse éclatante les premières années de règne du Louis XIII. Délaissant la vision Dumasienne romantique - pas de mousquetaires ni d'opposition biblique contre le Cardinal de Richelieu - cette chronique minutieuse raconte la première moitié du XVIIe siècle au Royaume de France, par le prisme de deux femmes : Marie de Rohan, jeune duchesse enjouée, libre de corps et d'esprit, se fait une place à la cour en tentant de rapprocher la très timide Anne d'Autriche de son royal mari […] Filmée dans des décors somptueux, notamment en Bourgogne et au Château de Fontainebleau, Une Amitié Dangereuse a le souci du détail. La fresque est narrée avec beaucoup de minutie. Un soin admirable qui réjouira les férus d'histoire […] La fougue de la Québécoise Kelly Depeault et la candeur de l'Espagnole Stephanie Gil (es) confèrent tout son charme à cette série en costumes magnifiquement produite, qui offre un point de vue rare sur l'Histoire de France ».
Pour Vanessa Archambault, du site Bulles de culture : « Avec Une amitié dangereuse, Alain Tasma, créateur, réalisateur et scénariste de la série, nous plonge au cœur de jeux de pouvoir, d'intrigues politiques, d'amitié, de séduction et de trahison où tout acte a sa conséquence, de la meilleure à la pire. Une série historique en 4 épisodes à étudier sans modération. ».
Le magazine Télé-Loisirs émet pour sa part quelques réserves : « Malgré son sujet prometteur sur un roi méconnu, la mini-série souffre d'une mise en scène plate et d'un rythme trop lent. Jérémy Gillet, sacré meilleur acteur à Séries Mania 2024 pour son interprétation de Louis XIII, un jeune roi bègue, y brille de justesse, ce qui est moins le cas de Kelly Depeault et Stephanie Gil. Arthur Dupont dans le costume de Charles d'Albert, duc de Luynes, avec un accent du sud ouest trop prononcé, surjoue également. L'ensemble s'avère toutefois prenant. ».